# سامسونج جالكسي جي 7
سامسونج جلاكسي جي7 هو جوال ذكي يعمل بنظام أندرويد ويعتبر من اجهزة الجوال متوسطة العمر التي تنتجها إلكترونيات سامسونج. وقد عرض في يونيو 2015

## المعدات
تبلغ ذاكرة الوصول العشوائي للهاتف 1.5GB. ويحتوي على 16GB من سعة التخزين الداخلية التي يمكن توسيعها مع بطاقة MicroSD تصل إلى 128GB. وتبلغ قوة كاميرات سامسونج غالاكسي J7 الخلفية 13 ميجا مع فلاش و5 ميجابيكسل كاميرا أمامية مع فلاش LED. تستخدم سامسونج غالاكسي J7 شاشة المس سوبر AMOLED مع
وضوح عالي الدقة.

## مواصفات الهاتف
- الهاتف يدعم شبكات الأتصال 2G & 3G & 4G - ويعمل بنظام ثنائي الشريحة
- حجم شاشة الهاتف 5.5 بوصة
- يتميز الهاتف بعدة الوان وهما (ابيض واسود وذهبي)
- الكاميرا الخللفية للهاتف هي 13 ميجا بيكسل بفتحة عدسة f/1.9
- الكاميرا الأمامية للهاتف هي 5 ميجا بكسل بفتحة عدسة f/2.2
- يوجد فلاش خلفي في الهاتف
- يوجد فلاش امامي للهاتف
- المعالج ثماني النواة 1.5 جيجا هيرتز
- الذاكرة العشوائية للهاتف هي 1.5 جيجا رام
- المساحة الداخلية للهاتف هي (16 جيجا بايت)
- نظام التشغيل للهاتف هو أندرويد بأصدار 5.1 لولي بوب
- يحتوي هاتف سامسونج j7 علي خاصية الراديو FM [5]

### البرمجيات
فور نزول هذا الهاتف رسميا نزل معه أندرويد نسخة 5.1 وفي يوليو 2016 نزل تحديث 6.0.1 للجهاز.